# Trivium (revue)
Pour les articles homonymes, voir trivium.
Trivium est une revue scientifique électronique franco-allemande de sciences humaines et sociales, éditée par la Fondation Maison des sciences de l’homme (FMSH) en partenariat avec le Deutsches Historisches Institut de Paris (DHI-Paris). Associée au Centre Allemand d'Histoire de l'Art, à l'Institut français d’histoire en Allemagne (IFHA) au Centre Marc Bloch de Berlin (CMB) et au Centre interdisciplinaire d’études et de recherches sur l’Allemagne (CIERA), la revue a été financée par un programme franco-allemand à l'initiative de l'Agence nationale de la recherche (Paris) et de la Deutsche Forschungsgemeinschaft (Bonn) ainsi que par la Délégation générale à la langue française et aux langues de France (ministère de la Culture et de la Communication, Paris), la DVA-Stiftung (Stuttgart) et le Centre pour l’édition électronique ouverte (Marseille).
Fondée par Hinnerk Bruhns, la revue a été créée dans le but d’intensifier, par la traduction d’articles fondamentaux, les échanges intellectuels entre chercheurs et universitaires germanophones et francophones en sciences sociales et humaines. Trivium publie des numéros thématiques composés de traductions d’articles français en allemand et d’articles allemands en français, introduites et présentées par des spécialistes allemands et français. Depuis 2008, une quinzaine de numéros a ainsi été mise en ligne, portant sur des thèmes variés tels « l'Iconic Turn » et la réflexion sociétale, les droits subjectifs et les droits de l'homme, l 'esthétique et les sciences de l'art, Max Weber et la bureaucratie, la lisibilité et la cohésion sociale selon Emile Durkheim entre morale, politique et religion.
Trivium est une revue disponible en accès libre et gratuit sur le portail OpenEdition Journals.

## Conseil scientifique

### Membres à titre institutionnel
Andreas Beyer (Deutsches Forum für Kunstgeschichte, Paris), Thomas Maissen (Deutsches Historisches Institut, Paris), Pierre Monnet (Institut français d’histoire en Allemagne, Frankfurt a.M.), Patrice Veit (Centre Marc Bloch, Berlin), Michael Werner (Centre interdisciplinaire d’études et de recherches sur l’Allemagne, Paris)

### Membres à titre personnel
Gilles Bastin (Institut d’Études Politiques, Grenoble), Catherine Colliot-Thélène (Université de Rennes I), Elena Esposito (Università di Modena e Reggio Emilia), Ingrid Holtey (Universität Bielefeld), Walburga Hülk-Althoff (Universität Siegen), Hans Joas (Freiburg Institute for Advanced Studies), Pascale Laborier (Université Paris Ouest Nanterre), René Levy (CNRS, Saint Quentin en Yvelines), Hans-Peter Müller (Humboldt-Universität, Berlin), Wolfram Nitsch (Universität zu Köln), Nicole Reinhardt (University of Durham), Bernd Stiegler (Universität Konstanz), Denis Thouard (CNRS, Centre Marc Bloch, Berlin), Joseph Vogl (Humboldt-Universität, Berlin)

## Anciens membres
Alain Supiot (Nantes) de 2007 à 2009, Hélène Miard-Delacroix (Paris) de 2008 à 2012, Henning Krauß (Augsburg) de 2007 à 2012